# Crostolo (département)
 (juin 2023).
Si vous disposez d'ouvrages ou d'articles de référence ou si vous connaissez des sites web de qualité traitant du thème abordé ici, merci de compléter l'article en donnant les références utiles à sa vérifiabilité et en les liant à la section « Notes et références ».
Le Crostolo était un ancien département de la république cispadane, de la république cisalpine, de la république italienne, puis du royaume d'Italie de 1797 à 1815. Il a été nommé d'après la rivière Crostolo, et avait pour chef-lieu Reggio.

## Histoire
Le département fut créé le 5 janvier 1797 lors de la création de la république cispadane, puis fut intégré à la république cisalpine lors de la fusion des deux républiques.
Il est amputé, le 1er mai 1806, de sa partie méridionale (Massa, Carrare, la Garfagnana), cédée à la principauté de Lucques. Mais, le 24 du même mois, il s'agrandit de la principauté de Guastalla, détachée des États de Parme et Plaisance le 30 mars 1806 et donnée par Napoléon à sa sœur Pauline Borghèse, et que celle-ci vend à l'Italie. 
En août 1811, le Crostolo s'agrandira de quelques communes détachées du département français du Taro mais en cédera lui-même quelques autres au département, français lui aussi, des Apennins (vice-préfecture d’Aulla).
Ce département est éphèrement recréé entre avril et mai 1815 lors de la reconquête des régions méridionales et centrales du royaume d'Italie par Joachim Murat.